# Euselasia eumenes
Euselasia eumenes is een vlindersoort uit de familie van de prachtvlinders (Riodinidae), onderfamilie Euselasiinae.
Euselasia eumenes werd in 1853 beschreven door Hewitson.